# Commonwealth Games 1978
Die 11. Commonwealth Games fanden vom 3. bis 12. August 1978 in der kanadischen Stadt Edmonton statt.
Ausgetragen wurden 128 Wettbewerbe in den Sportarten Badminton, Bowls, Boxen, Gerätturnen, Gewichtheben, Leichtathletik, Radfahren, Ringen, Schießen und Schwimmen (inkl. Wasserspringen). Es nahmen 1474 Sportler aus 47 Ländern teil. Mit Going the Distance (1979) entstand ein kanadischer Dokumentarfilm über die Spiele.

## Wettkampforte
- Commonwealth Stadium: Leichtathletik, Eröffnungs- und Schlussfeier
- Clare Drake Arena: Badminton
- Commonwealth Bowls: Bowls
- Edmonton Gardens: Boxen
- Argyll Velodrome: Radsport
- Northlands Coliseum: Turnen
- Strathcona Shooting Range: Schießen
- Kinsmen Aquatic Centre: Schwimmen und Wasserspringen
- Jubilee Auditorium: Gewichtheben
- University of Alberta Gym: Ringen

## Teilnehmende Länder

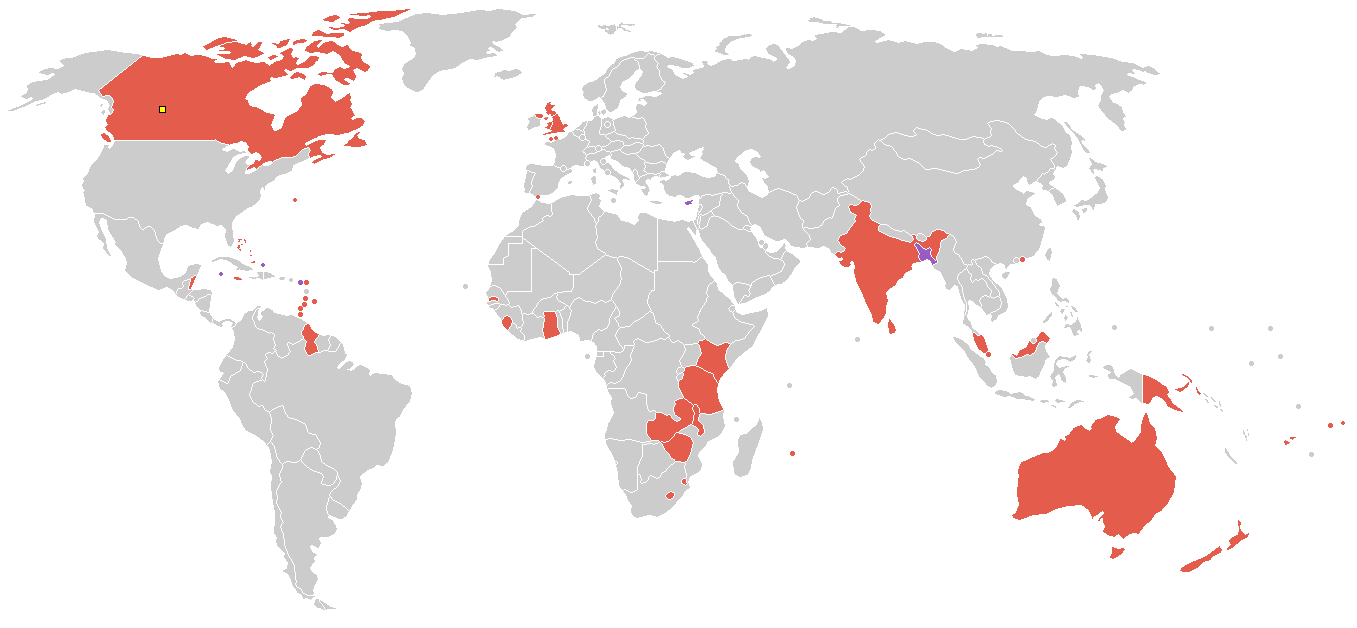
Teilnehmende Länder (violett: erstmalige Teilnahme)

- Antigua und Barbuda
- Australien
- Bahamas
- Bangladesch
- Barbados
- Bermuda
- Britisch Honduras
- Cookinseln
- England
- Fidschi
- Gambia
- Ghana
- Gibraltar
- Grenada
- Guernsey
- Guyana
- Hongkong
- Indien
- Isle of Man
- Jamaika
- Jersey
- Cayman Islands
- Kanada
- Kenia
- Lesotho
- Malawi
- Malaysia
- Mauritius
- Neuseeland
- Nordirland
- Papua-Neuguinea
- Rhodesien
- Sambia
- Westsamoa
- Schottland
- Sierra Leone
- Singapur
- Sri Lanka
- St. Christopher-Nevis-Anguilla
- St. Lucia
- St. Vincent und die Grenadinen
- Swasiland
- Tansania
- Trinidad und Tobago
- Turks- und Caicosinseln
- Wales
- Zypern

## Sportarten
- Badminton
- Bowls
- Boxen
- Gewichtheben
- Leichtathletik
- Radsport
- Ringen
- Schießen
- Schwimmen
- Turnen
- Wasserspringen

## Medaillenspiegel
| Platz | Land                | Gold | Silber | Bronze | Gesamt |
| ----- | ------------------- | ---- | ------ | ------ | ------ |
| 1     | Kanada              | 45   | 31     | 33     | 109    |
| 2     | England             | 27   | 27     | 33     | 87     |
| 3     | Australien          | 24   | 33     | 27     | 84     |
| 4     | Kenia               | 7    | 6      | 5      | 18     |
| 5     | Neuseeland          | 5    | 6      | 9      | 20     |
| 6     | Indien              | 5    | 5      | 5      | 15     |
| 7     | Schottland          | 3    | 6      | 5      | 14     |
| 8     | Jamaika             | 2    | 2      | 3      | 7      |
| 9     | Wales               | 2    | 1      | 5      | 8      |
| 10    | Nordirland          | 2    | 1      | 2      | 5      |
| 11    | Hongkong            | 2    | -      | -      | 2      |
| 12    | Malaysia            | 1    | 2      | 1      | 4      |
| 13    | Ghana               | 1    | 1      | 1      | 3      |
| 13    | Guyana              | 1    | 1      | 1      | 3      |
| 15    | Tansania            | 1    | 1      | -      | 2      |
| 16    | Trinidad und Tobago | -    | 2      | 2      | 4      |
| 16    | Sambia              | -    | 2      | 2      | 4      |
| 18    | Bahamas             | -    | 1      | -      | 1      |
| 18    | Papua-Neuguinea     | -    | 1      | -      | 1      |
| 20    | Westsamoa           | -    | -      | 3      | 3      |
| 21    | Isle of Man         | -    | -      | 1      | 1      |